# Ghettotech
Ghettotech (lub ghetto tech) – gatunek muzyki elektronicznej, wywodzący się z Detroit, stanowiący połączenie electro, techno, hip-hopu, UK garage oraz ghetto house.

## Historia
Ghettotech stworzony został przez grupę DJ-ów i producentów z Detroit, we wczesnych latach 90. ubiegłego stulecia. Podstawowymi wpływami, które ukształtowały ten styl, były gatunki miami bass, UK garage oraz chicagowski ghetto house.

## Ważniejsi producenci
- Big Daddy Rick
- Disco D
- DJ Assault
- DJ Deeon
- DJ Crookers
- DJ Godfather
- Mr. De'